# Henrik Toft Hansen
Henrik Toft Hansen (Skive, 18 de diciembre de 1986) es un jugador de balonmano danés que juega como pívot en el Mors-Thy HB y en la selección de balonmano de Dinamarca.
Con la selección ha ganado varias medallas de oro, logradas en los Juegos Olímpicos de Río de Janeiro 2016, en el Campeonato Europeo de Balonmano Masculino de 2012 y en el Campeonato Mundial de Balonmano Masculino de 2019.
También ha logrado una plata en el Campeonato Mundial de Balonmano Masculino de 2013 y un bronce en el Campeonato Mundial de Balonmano Masculino Junior de 2007. 
Su hermano, René Toft Hansen, juega también al balonmano en el THW Kiel.

## Clubes
- Mors-Thy Håndbold (2004-2006)
- Aalborg HB (2006-2011)
- AG København (2011-2012)
- Bjerringbro-Silkeborg (2012-2013)
- HSV Hamburg (2013-2015)
- SG Flensburg-Handewitt (2015-2018)
- PSG (2018-2023)
- Mors-Thy HB (2023- )

## Palmarés

### Selección nacional
| Juegos Olímpicos   | Juegos Olímpicos     | Juegos Olímpicos  | Juegos Olímpicos |
| Año                | Lugar                | Medalla           |                  |
| ------------------ | -------------------- | ----------------- | ---------------- |
| 2016               | Río de Janeiro       | Medalla de oro    |                  |
| 2020               | Tokio                | Medalla de plata  |                  |
| Campeonato Mundial |                      |                   |                  |
| Año                | Lugar                | Medalla           |                  |
| 2013               | España               | Medalla de plata  |                  |
| 2019               | Alemania y Dinamarca | Medalla de oro    |                  |
| Campeonato Europeo |                      |                   |                  |
| Año                | Lugar                | Medalla           |                  |
| 2012               | Serbia               | Medalla de oro    |                  |
| 2022               | Hungría y Eslovaquia | Medalla de bronce |                  |

### Aalborg
- Liga danesa de balonmano (1): 2010

### AG København
- Liga danesa de balonmano (1): 2012
- Copa de Dinamarca de balonmano (1): 2012

### Flensburg
- Liga de Alemania de balonmano (1): 2018

### PSG
- Liga de Francia de Balonmano (5): 2019, 2020, 2021, 2022, 2023
- Copa de la Liga (1): 2019
- Copa de Francia de balonmano (2): 2021, 2022